# Lecture et Loisir

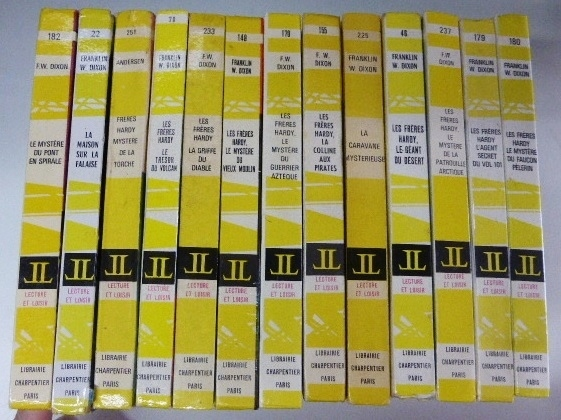
Volumes de la collection « Lecture et Loisir » (Librairie Charpentier) de la série Jaune: "Les Frères Hardy"

Lecture et Loisir  est une collection française de livres pour la jeunesse créée et éditée de 1959 à 1983 par les éditions Libraire Charpentier puis, après rachat en 1978, par les éditions Dargaud.
À partir de 1979, la collection quitte l'appellation Charpentier pour passer sous celle de la maison-mère, Dargaud, qui distribuait déjà la série dans son catalogue avant cette date.
Environ 259 titres paraissent, qui sont réédités jusqu'en 1983. Les titres sont numérotés de 1 à 291 jusqu'en 1980. En 1981, la numérotation repart de 1 pour s'arrêter avec la collection au numéro 41. Ainsi de nombreux titres ont plusieurs numéros, avec différents illustrateurs.
La collection privilégiait les romans classiques français (Comtesse de Ségur, Alexandre Dumas, Jules Verne) et les classiques anglo-saxons : Charles Dickens, Jack London ou James Fenimore Cooper. Tous les titres classiques sont des versions abrégées des ouvrages originaux.
En dehors des classiques, cinq séries sont éditées : trois séries américaines de 1960 à 1978 (Les Frères Hardy : 19 titres, Cherry Ames : 12 titres et Tom Swift : 4 titres) et deux séries françaises de 1981 à 1983 (Les Inséparables : 4 titres et Les Intrépides : 2 titres).

## Aspect des livres
Cartonnés, pelliculés et encollés, les ouvrages comportent 192 pages (mis à part fin 1979 où ils ont 128 pages) sur papier moyen de gamme. La couleur du dos détermine l'âge des lecteurs comme indiqué en 4e de couverture : 
- Rouge (en réalité, rose) : "Pour enfants de 6 à 11 ans" (jusqu'en 1980).
- Bleu : "Pour roman d'aventure" (puis, à partir de 1963, "pour jeunes de 11 à 15 ans" jusqu'en 1980).
- Vert : "Pour récits scientifiques et historiques" (8 titres jusqu'en 1960, la mention disparaissant en 1970).
- Jaune : "Romans étrangers pour la jeunesse" pour les plus âgés (séries : Les Frères Hardy, Cherry Ames, Tom Swift, soit 35 titres jusqu'en 1978).

À partir de 1981, les couvertures sont modernisées. Neufs couleurs bordent le bas des livres (une par livre) ainsi que le cartouche du nouveau logo de la collection, sans signification particulière de code. La numérotation reprend à un.

## Liste des titres parus par année
Note : Liste exhaustive. La première date est celle de la première édition française.

### Années 1950

#### 1959
- 1 Les Malheurs de Sophie de la Comtesse de Ségur. Illustré par Matèja, couverture de Henri Dimpre.
- 2 Robinson Crusoé de Daniel Defoe. Illustré par Henri Dimpre. Traduit par Valentin Pècnik.
- 3 Les Trois Mousquetaires d'Alexandre Dumas père. Illustré par Henri Dimpre et Manzone.
- 4 La Case de l'oncle Tom d'Harriet Beecher Stowe. Traduction de Claudyan. Illustré par Henri Dimpre.
- 5 Le Petit Chaperon rouge de Charles Perrault, suivi d'autres contes par Mme d'Aulnoy. Illustré par G. Bourret.
- 6 Fables de La Fontaine. Illustré par Henri Dimpre, H. Blanc et Gotlieb.
- 7 Albert Schweitzer par Charles Chassé. Illustré par André Bacon.
- 8 Jeanne d'Arc d'Yvette Guy. Illustré par P. Grammont. Couverture de Henri Dimpre.
- 9 Les 24 Heures du Mans de Paul Massonnet et François Cavanna. Préface de Jean Behra et Maurice Trintignant. Illustré par Georges Brient.
- 10 Voyages au fond des gouffres : Jean Jacques Charles de Norbert Casteret. Illustré par Henri Dimpre et P. Grammont.
- 11 Les Voyages de Gulliver de Jonathan Swift. Illustré par Henri Dimpre et Jylbert.
- 12 Les Patins d'argent de Mary Mapes Dodge[1]. Traduit par J. L. François. Illustré par Jacqueline Guyot. Couverture de Henri Dimpre.
- 13 Seul autour du monde : Alain Gerbault de Claude Ache. Illustré par Georges Brient et André Bacon.
- 14 Les Vacances de Comtesse de Ségur. Illustré par Henri Dimpre et Matéja.
- 15 Dans l'espace de Claude Appell. Illustré par Georges Brient.
- 16 Le Lys dans la vallée de Honoré de Balzac. Illustré par Henri Dimpre et Pierre Rousseau.
- 17  Les Petites Filles modèles de Comtesse de Ségur. Illustré par Henri Dimpre et Jacqueline Guyot.

### Années 1960

#### 1960
- 18 Le Dernier des Mohicans de James Fenimore Cooper. Illustré par Georges Brient.
- 19 Les Quatre Sœurs March de Louisa May Alcott. Illustré par Georges Brient et Jacqueline Guyot.
- 20 Les Misérables : Cosette de Victor Hugo. Illustré par Georges Brient.
- 21 Les Jeux olympiques de Claude Appell. Illustré par Georges Brient.
- 22 Les Frères Hardy : La maison sur la falaise de Franklin W. Dixon. Illustré par Georges Brient.
- 23 Cherry Ames, infirmière de l'air de Helen Wells. Illustré par Georges Brient.
- 24 Tom Swift et son laboratoire volant de Victor Appleton Jr. Illustré par Georges Brient. et G. Kaye.
- 25 L'Auberge de l'Ange gardien de la Comtesse de Ségur. Illustré par Georges Brient.
- 26 Les Misérables : Gavroche de Victor Hugo. Illustré par Georges Brient.
- 27 L’Île au trésor de Robert Louis Stevenson. Traduit par Jacques Marcireau. Illustré par Georges Brient et Michel Cagnon.
- 28 Les Contes d'Andersen d'Hans Christian Andersen. Illustré par Georges Brient.
- 29 Le Tour de France de Paul Massonnet et François Cavanna. Illustré par Georges Brient et Sépia.
- 30 Les Frères Hardy : le trésor du volcan de Franklin W. Dixon. Illustré par Georges Brient.
- 31 Cherry Ames, infirmière pour enfants, de Julie Tatham. Illustré par Georges Brient.
- 32 Tom Swift et son cycloplane de Victor Appleton Jr. Illustré par G. Kaye.

#### 1961
- 33 Le Général Dourakine de Comtesse de Ségur. Illustré par Georges Brient.
- 34 Le Père Goriot de Honoré de Balzac. Illustré par Georges Brient.
- 35 Heïdi de Johanna Spyri. Illustré par Georges Brient.
- 36 Cherry Ames étudiante de Helen Wells. Illustré par Georges Brient.
- 37 Les Frères Hardy : Le Mystère du vieux moulin de Franklin W. Dixon. Illustré par Georges Brient.
- 38 Tom Swift et sa fusée spatiale de Victor Appleton Jr. Illustré par Georges Brient et G. Kaye.
- 39 La Sœur de Gribouille de Comtesse de Ségur. Illustré par Georges Brient.
- 40 Quentin Durward de Walter Scott. Illustré par Georges Brient.
- 41 David Copperfield de Charles Dickens. Illustré par Georges Brient.
- 42 Cherry Ames en croisière de Helen Wells.
- 43 Les Frères Hardy : Le Trésor de la tour de Franklin W. Dixon.
- 44 Tom Swift et son satellite fantôme de Victor Appleton Jr.

#### 1962
- 45 Cherry Ames infirmière chef de Helen Wells.
- 46 Les Frères Hardy : Le Géant du désert de Franklin W. Dixon.
- 47 Heïdi dans ses montagnes de Johanna Spyri. Illustré par J. Gilly.
- 48 Quel amour d’enfant ! de Comtesse de Ségur. Illustré par J. P. Gignon et Michel Cagnon.
- 49 Après la pluie, le beau temps de Comtesse de Ségur. Illustré par J. Gilly.
- 50 Olivier Twist de Charles Dickens. Illustré par J. Gilly.
- 51 Notre-Dame de Paris de Victor Hugo. Illustré par J. Gilly.
- 52 Vingt Ans après d'Alexandre Dumas père. Illustré par J. Gilly.
- 53 La Peau de chagrin de Honoré de Balzac. Illustré par J. Gilly.
- 54 Cherry Ames, infirmière rurale de Helen Wells.
- 55 Les Frères Hardy : Le Rocher fantastique de Franklin W. Dixon.
- 56 Le Bossu de Paul Féval. Illustré par J. Gilly.

#### 1963
- 57 Quatrevingt-treize (Quatre-vingt-treize en page titre) de Victor Hugo. Illustré par J. Gilly.
- 58 Les Frères Hardy : le plancher fantôme de Franklin W. Dixon.
- 59 La Roche aux mouettes de Jules Sandeau. Illustré par J. Gilly.
- 60 Cherry Ames dans une île de Helen Wells.
- 61 Les Deux Nigauds de la Comtesse de Ségur. Illustré par J. Gilly. Réédité en 1970, 1973.
- 62 Les Frères Hardy : la colline aux pirates de Franklin W. Dixon.
- 63 Cherry Ames, infirmière de nuit de Julie Tatham.
- 64 Les Chouans de Honoré de Balzac. Illustré par J. Gilly.
- 65 Les Contes d'Andersen de Hans Christian Andersen. Illustré par Georges Brient.
- 66 Les Aventures de M. Pickwick de Charles Dickens. Illustré par J. Gilly.
- 67 Le Chevalier de Maison-Rouge d'Alexandre Dumas. Illustré par J. Gilly.
- 68 Le Robinson suisse de Johann David Wyss. Illustré par J. Gilly.

#### 1964
- 69 Cherry Ames, infirmière de l'airde Helen Wells.
- 70 Un bon petit diable de Comtesse de Ségur. Illustré par J. Gilly.
- 71 Les Frères Hardy : le mystère du vieux moulin de Franklin W. Dixon.
- 72 Maroussia de P. J. Stahl. Illustré par J. Gilly.
- 73 Cherry Ames infirmière à Dorville de Helen Wells.
- 74 La Flèche noire de Robert Louis Stevenson. Traduit par Dominique Auriange.
- 75 Les Frères Hardy : l'île de la cabane de Franklin W. Dixon.
- 76 Les Mémoires d'un âne de la Comtesse de Ségur. Illustré par J. Gilly.

#### 1965
- 77 Le Petit Chaperon rouge de Charles Perrault suivi d'autres contes de Madame d'Aulnoy.
- 78 Les Petites Filles modèles de la Comtesse de Ségur.
- 79 Les Misérables: Cosette de Victor Hugo. Illustré par Georges Brient.
- 80 Les Malheurs de Sophie de la Comtesse de Ségur. Illustré par Matéja.
- 81 Diloy le chemineau de la Comtesse de Ségur. Illustré par J. Gilly.
- 82 Alice au pays des merveilles de Lewis Carroll. Illustré par J. Gilly. Traduit par Guy Flandre.
- 83 Le Tueur de daims de James Fenimore Cooper. Illustré par J. Gilly.
- 84 La Fille du capitaine d'Alexandre Pouchkine. Illustré par J. Gilly.

#### 1966
- 85 Heïdi dans ses montagnes de Johanna Spyri.
- 86 La Roche aux Mouettes de Jules Sandeau. Illustré par J. Gilly.
- 87 Le Chevalier de Maison-Rouge d'Alexandre Dumas.
- 88 Notre-Dame de Paris de Victor Hugo.
- 89 Robinson Crusoé de Daniel Defoe.
- 90 La Case de l'oncle Tom de Harriet Beecher Stowe.
- 91 Les Trois Mousquetaires d'Alexandre Dumas père.
- 92 Le Général Dourakine de la Comtesse de Ségur.
- 93 David Copperfield de Charles Dickens.
- 94 L'Auberge de l'Ange gardien de la Comtesse de Ségur.
- 95 Les Contes d'Andersen d'Andersen.
- 96 Le Dernier des Mohicans de James Fenimore Cooper.
- 97 Les Patins d'argent de Mary Mapes Dodge[1]. Traduit par J. L. François.
- 98 Les Quatre Sœurs March de Louisa May Alcott.
- 99 Cherry Ames, infirmière de nuit de Julie Tatham.
- 100 Les Mémoires d'un âne de la Comtesse de Ségur.
- 101 Un bon petit diable de Comtesse de Ségur.
- 102 Maroussia de P. J. Stahl.
- 103 La Flèche noire de Robert Louis Stevenson.
- 104 Les Misérables : Cosette de Victor Hugo.
- 105 Les Compagnons de Jéhu d’Alexandre Dumas. Illustré par J. Gilly.
- 106 Le Capitaine Fracasse de Théophile Gautier. Illustré par Philippe Lorin.

#### 1967
- 107 Les Malheurs de Sophie de la Comtesse de Ségur. Illustré par Matèja, couverture de Henri Dimpre.
- 108 Heïdi de Johanna Spyri.
- 109 Robin des Bois de Dominique Auriange. Illustré par J. Gilly.
- 110 La Chouette d'or de Dominique Auriange. Illustré par J. Gilly.
- 111 Les Vacances de Comtesse de Ségur.
- 112 Les Misérables : Gavroche de Victor Hugo.

#### 1968
- 113 Jane Eyre de Charlotte Brontë. Illustré par J. Gilly.
- 114 Vercingétorix, chef gaulois de Dominique Auriange. Illustré par J. Gilly.
- 115 Le Petit Chaperon rouge de Charles Perrault, suivi d'autres contes par Mme d'Aulnoy.
- 116 Alice au pays des merveilles de Lewis Carroll.
- 117 Fables de La Fontaine.
- 118 L’Île au trésor de Robert Louis Stevenson. Traduit par Jacques Marcireau.
- 119 Quel amour d’enfant ! de Comtesse de Ségur.
- 120 Tarass Boulba de Nicolas Gogol. Illustré par J. Gilly.
- 121 Marco Polo de Dominique Auriange.
- 122 La Tulipe noire d’Alexandre Dumas. Illustré par J. Gilly.
- 123 Le Comte de Monte-Cristo. 1 : Le château d'If d’Alexandre Dumas. Illustré par J. Gilly.

#### 1969
- 124 Diloy le chemineau de la Comtesse de Ségur.
- 125 Après la pluie, le beau temps de la Comtesse de Ségur.
- 126 Cartouche de Dominique Auriange et Louis Vernier.
- 127 Moby Dick de Herman Melville. Illustré par Philippe Lorin.
- 128 Le Robinson suisse de Johann David Wyss.
- 129 Olivier Twist de Charles Dickens.
- 130 Le Tueur de daims de James Fenimore Cooper.
- 131 La Case de l'oncle Tom d'Harriet Beecher Stowe. Traduction de Claudyan.
- 132 Les Petites Filles modèles de la Comtesse de Ségur.
- 133 Vingt Ans après d'Alexandre Dumas père. Illustré par J. Gilly.
- 134 Les Aventures de M. Pickwick de Charles Dickens. Illustré par J. Gilly.
- 135 Les Misérables : Cosette de Victor Hugo.
- 136 Les Contes d'Andersen de Hans Christian Andersen.
- 137 Robinson Crusoé de Daniel Defoe.
- 138 David Copperfield de Charles Dickens.
- 139 L'Auberge de l'Ange gardien de la Comtesse de Ségur.
- 140 Le Dernier des Mohicans de James Fenimore Cooper.
- 141 Quatrevingt-treize (Quatre-vingt-treize en page titre) de Victor Hugo.
- 142 La Sœur de Gribouille de la Comtesse de Ségur. Illustré par Georges Brient.

### Années 1970

#### 1970
- 143 La Fille du capitaine d'Alexandre Pouchkine.
- 144 Les Deux Nigauds de la Comtesse de Ségur.
- 145 Cherry Ames, infirmière pour enfants, de Julie Tatham. Illustré par Georges Brient.
- 146 Cherry Ames, infirmière de l'air de Helen Wells. Illustré par Georges Brient.
- 147 Les Frères Hardy : le trésor du volcan de Franklin W. Dixon.
- 148 Les Frères Hardy : Le Mystère du vieux moulin de Franklin W. Dixon.
- 149 Cherry Ames, infirmière rurale de Helen Wells.
- 150 Les Frères Hardy : l'île de la cabane de Franklin W. Dixon.
- 151 Le Capitaine Fracasse de Théophile Gautier.
- 152 Heïdi de Johanna Spyri.
- 153 Heïdi dans ses montagnes de Johanna Spyri.

#### 1971
- 154 Cherry Ames infirmière chef de Helen Wells.
- 155 Les Frères Hardy : la colline aux pirates de Franklin W. Dixon.
- 156 Les Misérables : Gavroche de Victor Hugo.
- 157 La Roche aux Mouettes de Jules Sandeau.
- 158 Les Quatre Sœurs March de Louisa May Alcott.
- 159 Les Patins d'argent de Mary Mapes Dodge[1]. Traduit par J. L. François.
- 160 Le Chevalier de Maison-Rouge d'Alexandre Dumas. Illustré par J. Gilly.

#### 1972
- 161 Au pays de Heïdi de Johanna Spyri. Illustré par Pierre Fix-Masseau. Traduit par Anneliese Graschy.
- 162 La Fortune de Gaspard de la Comtesse de Ségur. Illustré par Pierre Fix-Masseau.
- 163 Tom Sawyer de Mark Twain. Illustré par Pierre Fix-Masseau.
- 164 Ivanhoé de Walter Scott. Illustré par Pierre Fix-Masseau.
- 165 Les Misérables : Cosette de Victor Hugo. Illustré par Georges Brient.
- 166 Les Malheurs de Sophie de la Comtesse de Ségur. Illustré par Matèja, couverture de Henri Dimpre.
- 167 Les Trois Mousquetaires d'Alexandre Dumas père. Illustré par Henri Dimpre et Manzone.
- 168 Le Général Dourakine de la Comtesse de Ségur.
- 169 Les Frères Hardy : Le mystère de la patrouille arctique, de Franklin W. Dixon.
- 170 Les Frères Hardy : Le mystère du guerrier aztèque, de Franklin W. Dixon.
- 171 Cherry Ames, infirmière aux sports d'hiver de Helen Wells. Traduit par Sylvain du Boulay.
- 172 Cherry Ames infirmière et demoiselle de compagnie de Helen Wells. Traduit par Sylvie Audoly.

#### 1973
- 173 Maroussia de P. J. Stahl. Illustré par J. Gilly.
- 174 Les Vacances de la Comtesse de Ségur. Illustré par Pierre Fix-Masseau
- 175 La Case de l'oncle Tom d'Harriet Beecher Stowe. Traduction de Claudyan. Illustré par Pierre Fix-Masseau
- 176 Robinson Crusoé de Daniel Defoe. Traduit par Valentin Pècnik.
- 177 Cherry Ames infirmière de la brousse de Helen Wells. Traduit par Sylvain du Boulay.
- 178 Cherry Ames étudiante de Helen Wells. Illustré par Georges Brient.
- 179 Les Frères Hardy : L'agent secret du vol 101 de Franklin W. Dixon. Traduit par Sylvie Bréguet.
- 180 Les Frères Hardy : Le mystère du faucon pèlerin de Franklin W. Dixon.
- 181 Cherry Ames : le mystère du docteur Fairfall de Helen Wells. Traduit par Sylvie Audoly.
- 182 Les Frères Hardy : le mystère du pont en spirale de Franklin W. Dixon.
- 183 L’Île au trésor de Robert Louis Stevenson. Traduit par Jacques Marcireau.
- 184 Les Petites Filles modèles de la Comtesse de Ségur.
- 185 Les Deux Nigauds de la Comtesse de Ségur.
- 186 Heïdi de Johanna Spyri.
- 187 Moby Dick de Herman Melville. Illustré par Philippe Lorin.
- 188 Le Capitaine Fracasse de Théophile Gautier. Illustré par Philippe Lorin.

#### 1974
- 189 Fables de La Fontaine. Illustrations par Pierre Fix-Masseau.
- 190 Diloy le chemineau de la Comtesse de Ségur.
- 191 Le Comte de Monte-Cristo. 1 : Le château d'If d’Alexandre Dumas. Illustrations par Pierre Fix-Masseau.
- 192 L'Auberge de l'Ange gardien de la Comtesse de Ségur.
- 193 Le Dernier des Mohicans de James Fenimore Cooper.
- 194 Lettres de mon moulin d’Alphonse Daudet. Illustré par Pierre Fix-Masseau.
- 195 Les Frères Hardy : Le boomerang de Bombay de Franklin W. Dixon. Traduit par Sylvie Audoly.
- 196 Cherry Ames, infirmière pour enfants, de Julie Tatham.
- 197 Les Patins d'argent de Mary Mapes Dodge[1]. Traduit par J. L. François.
- 198 David Copperfield de Charles Dickens. Illustré par Pierre Fix-Masseau.
- 199 Les Misérables : Gavroche de Victor Hugo. Illustré par Georges Brient.
- 200 La Roche aux Mouettes de Jules Sandeau. Illustré par J. Gilly.

#### 1975
- 204 Les Frères Hardy : La colline aux pirates de Franklin W. Dixon.
- 205 Les Misérables : Cosette de Victor Hugo. Illustré par Pierre Fix-Masseau.

#### 1976
- 218 Les Frères Hardy : Le singe masqué, de Franklin W. Dixon.
- 225 Les Frères Hardy : La caravane mystérieuse, de Franklin W. Dixon.
- 226 Aventures prodigieuses de Tartarin de Tarascon d’Alphonse Daudet. Illustré par Pierre Fix-Masseau.
- 227 Contes du lundi d’Alphonse Daudet. Illustré par Pierre Fix-Masseau.

#### 1977
- 233 Les Frères Hardy : Le mystère de la griffe du diable, de Franklin W. Dixon.

#### 1978
- 236 Cherry Ames infirmière et demoiselle de compagnie de Helen Wells.
- 237 Les Frères Hardy : Le mystère de la patrouille arctique, de Franklin W. Dixon. Traduit par Marie Renault.
- 238 Les Patins d'argent de Mary Mapes Dodge[1]. Traduit par J. L. François.
- 239 Maroussia de P. J. Stahl. Illustré par Pierre Fix-Masseau.
- 240 Les Misérables : Gavroche de Victor Hugo.
- 241 La Mare au diable de George Sand. Illustré par Pierre Fix-Masseau.
- 242 Les Voyages de Gulliver de Jonathan Swift.
- 243 Heïdi dans ses montagnes de Johanna Spyri. Illustré par Pierre Fix-Masseau.
- 244 Cherry Ames, infirmière de l'air de Helen Wells.
- 245 Diloy le chemineau de la Comtesse de Ségur.
- 246 La Roche aux Mouettes de Jules Sandeau.
- 247 David Copperfield de Charles Dickens.
- 248 L'Auberge de l'Ange gardien de la Comtesse de Ségur.
- 249 L’Île au trésor de Robert Louis Stevenson. Traduit par Jacques Marcireau.
- 250 Les Contes d'Andersen de Hans Christian Andersen.
- 251 Les Frères Hardy : le mystère de la torche tremblante, de Franklin W. Dixon.

#### 1979
L'éditeur devient Dargaud
- 252 Jane Eyre de Charlotte Brontë. Illustré par Jacques Poirier.
- 253 Les Misérables : Cosette de Victor Hugo.
- 254 Les Quatre Sœurs March de Louisa May Alcott. Illustré par Max Lenvers.
- 255 Les Chouans de Honoré de Balzac.  Illustré par Patrice Sanahujas.
- 256 Olivier Twist de Charles Dickens. Illustré par Antonio Parras.
- 257 La Flèche noire de Robert Louis Stevenson. Illustré par Jean-Claude Forest.
- 258 Le Robinson suisse de Johann David Wyss. Illustré par Jean-Claude Forest.
- 259 Ivanhoé de Walter Scott. Illustré par Paul Gillon.

Les volumes passent à 128 pages
- 260 La Chèvre de Monsieur Seguin et autres contes d’Alphonse Daudet. Illustré par Dany.
- 261 La Petite Sirène et autres contes d’Andersen. Illustré par Dany.
- 262 Cendrillon et autres contes de Charles Perrault. Illustré par Jacques Poirier.
- 263 Blanche-Neige, et autres contes des Frères Grimm. Illustré par Jacques Poirier.
- 264 Contes des mille et une nuits : Sindbad le marin de (Anonyme). Illustré par Max Lenvers. Traduit par Antoine Galland.
- 265 Michaël au cirque de Jack London. Illustré par Michel Blanc-Dumont.
- 266 Au pays de Heïdi de Johanna Spyri. Illustré par Dany.
- 267 Pinocchio de Carlo Collodi. Illustré par Max Lenvers.

### Années 1980

#### 1980
Retour à 192 pages.
- 268 Un bon petit diable de Comtesse de Ségur. Illustré par Antonio Parras.
- 269 Lettres de mon moulin d’Alphonse Daudet. Illustré par Daniel Billon.
- 270 Le Petit Chose d’Alphonse Daudet. Illustré par Antonio Parras.
- 271 La Petite Fadette de George Sand. Illustré par Annie Goetzinger.
- 272 Le Tour du monde en quatre-vingts jours de Jules Verne. Illustré par Michel Blanc-Dumont.
- 273 Le Capitaine Fracasse de Théophile Gautier. Illustré par Jean-Claude Forest.
- 274 Quentin Durward de Walter Scott. Illustré par Jean-Claude Forest.
- 275 Robinson Crusoé de Daniel Defoe.
- 276 Les Mémoires d'un âne de la Comtesse de Ségur. Illustré par Annie Goetzinger.
- 277 Heïdi de Johanna Spyri. Illustré par Philippe Luguy.
- 278 Alice au pays des merveilles de Lewis Carroll. Illustré par Noëlle Le Guillouzic.
- 279 Le Dernier des Mohicans de James Fenimore Cooper. Illustré par Walter Fahrer.
- 280 Huckleberry Finn de Mark Twain. Illustré par Walter Fahrer.
- 281 L'Étoile du sud de Jules Verne. Illustré par Michel Blanc-Dumont.
- 282 Tartarin sur les Alpes d'Alphonse Daudet. Illustré par Daniel Billon.
- 283 La Case de l'oncle Tom d'Harriet Beecher Stowe. Illustré par Antonio Parras.
- 284 Le Général Dourakine de la Comtesse de Ségur. Illustré par Noëlle Le Guillouzic
- 285 François le Champi de George Sand. Illustré par Annie Goetzinger.
- 286 Paul et Virginie de Bernardin de Saint-Pierre. Illustré par Noëlle Le Guillouzic.
- 287 Le Prince et le Pauvre de Mark Twain. Illustré par Hilary Hough-Schmidt. Traduit par Pierre Lapalme.
- 288 Les Cinq Sous de Lavarède de Paul d'Ivoi. Illustré par Hubert de Chanteville.
- 289 Sur le lac Ontario de James Fenimore Cooper. Illustré par Walter Fahrer.
- 290 De la Terre à la Lune de Jules Verne. Illustré par Jean-Claude Forest.
- 291 Le Bossu de Paul Féval. Illustré par Walter Fahrer.

Dargaud met fin à cette première série, modifie la présentation et reprend la numérotation à un.

#### 1981
- 1 Ben Hur de Lewis Wallace. Illustré par Jean-Claude Forest.
- 2 Moby-Dick d'Herman Melville. Illustré par Jean-Claude Hadi.
- 3 Croc-Blanc de Jack London. Illustré par Dany.
- 4 Sans famille (1re partie) : Rémi orphelin, de Hector Malot. Illustré par Dugévoy.
- 5 Sans famille (2e partie) : Le Bonheur de Rémi, de Hector Malot. Illustré par Dugévoy.
- 6 La Tulipe noire d'Alexandre Dumas. Illustré par Jean-Claude Hadi.
- 7 Les Inséparables sauvent l'humanité d’Eliad Tudor. Illustré par Matéi Perahim.
- 8 Les Inséparables cherchent et trouvent ! d’Eliad Tudor. Illustré par Matéi Perahim.

#### 1982
- 9 Les Aventures de David Balfour de Robert Louis Stevenson. Illustré par Dugévoy. Traduit par Pierre Lapalme.
- 10 L'Homme de neige de George Sand.
- 11 Quo vadis ? de Henryk Sienkiewicz. Illustré par Jean-Marie Ruffieux. Traduit par Pierre Lapalme.
- 12 Contes des mille et une nuits : Aladin et la lampe merveilleuse. Illustré par Nicole Marchesseau. Adapté par C. Lombard.
- 13 Le Corsaire rouge de James Fenimore Cooper.
- 14 Le Comte Kostia de Victor Cherbuliez. Illustré par Michel Blanc-Dumont.
- 15 Cinq Semaines en ballon de Jules Verne. Illustré par Jean-Claude Forest. Adapté par C. Lombard.
- 16 Autour de La lune de Jules Verne. Illustré par Jean-Claude Forest. Adapté par C. Lombard.
- 17 Gil Blas d’Alain-René Lesage (1re partie). Illustré par Jean-Claude Hadi. Adapté par C. Lombard.
- 18 Gil Blas d’Alain-René Lesage (2e partie). Illustré par Jean-Claude Hadi. Adapté par C. Lombard.
- 19 Les Aventures d'Arthur Gordon Pym d’Edgar Allan Poe. Illustré par Dugévoy. Traduit et adapté par C. Lombard.
- 20 L’Âne d'or d’Apulée. Illustré par Michel Janvier. Traduit par Marie Lauragais.
- 21 La Fortune de Gaspard de la Comtesse de Ségur.
- 22 Les Intrépides et le secret de la villa bleue de Maurice Périsset. Illustré par Alain d'Orange.
- 23 Les Inséparables raflent tout d’Eliad Tudor. Illustré par M. Perahim. Couverture de Joël Waeckerlé.
- 24 Les Inséparables adoptent un G.P. d’Eliad Tudor. Illustré par M. Perahim. Couverture de Joël Waeckerlé.
- 25 La Sœur de Gribouille de la Comtesse de Ségur.
- 26 Les Petites Filles modèles de la Comtesse de Ségur.
- 27 Belliou la fumée de Jack London. Illustré par Daniel Billon. Adapté par P. Lavayssière.
- 28 Chevaliers de la Table ronde : Excalibur. Illustré par Formosa. Adapté par Colette Monsarrat.
- 29 Les Cinq Sous de Lavarède de Paul d'Ivoi. Illustré par Jean-Marie Hatémian.
- 30 Contes de Charles Perrault. Illustré par Carmen Batet.
- 31 Fables de La Fontaine. Illustré par Dugévoy.
- 32 Les Quatre Sœurs March de Louisa May Alcott. Illustré par Marie-Noëlle Pichard.

#### 1983
- 33 La Mare au diable de George Sand. Illustré par Jean-Pierre Gibrat.
- 34 L'Odyssée de Homère. Illustré par Daniel Billon.
- 35 L’Île au trésor de Robert Louis Stevenson. Illustré par Claude Lacroix.
- 36 Les Contes d'Andersen de Hans Christian Andersen. Illustré par Robert Gigi.
- 37 Les Intrépides et le film interrompu de Maurice Périsset. Illustré par Alain d'Orange.
- 38 Diloy le chemineau de la Comtesse de Ségur. Illustré par Caroline Dillard.
- 39 Maroussia de P. J. Stahl.
- 40 L'Auberge de l'Ange gardien de la Comtesse de Ségur. Illustré par Caroline Dillard.
- 41 Les Grandes Espérances de Charles Dickens.

## Sources
Livres
- Les Livres pour enfants de Marc Soriano.
- L'Édition pour la jeunesse en France de 1945 à 1980, de Michèle Piquard. Presses de l’Enssib, 2004. 391 pages. Collection Référence.  (ISBN 2-910227-49-9). (voir le  1er chapitre : Histoire des maisons d’édition pour la jeunesse).

Sites Internet
- Consus France
- Bibliothèque nationale de France (pour la bibliographie)